# Masdevallia microptera
Masdevallia microptera là một loài thực vật có hoa trong họ Lan. Loài này được Luer & Würstle mô tả khoa học đầu tiên năm 1989.